# Открытый дом
«Открытый дом» (англ. Open House) — третий эпизод четвёртого сезона американского драматического телесериала «Во все тяжкие» и 36-й во всём сериале. Премьера эпизода в США состоялась на канале AMC 31 июля 2011 года. В этом эпизоде Уолтер и Скайлер развивают свои планы о покупке автомойки в качестве подставной организации, в то время как Джесси устраивает более тёмные вечеринки, чтобы отвлечься от мыслей о своей вине в убийстве Гейла. Между тем Мари начинает красть вещи, чтобы выдержать трудное выздоровление её мужа, Хэнка, у которого просят советы по поводу расследования убийства Гейла.
Сценарий к эпизоду был написан Сэмом Кэтлином, а снял эпизод кинорежиссёр Дэвид Слэйд, что стало его первой режиссёрской работой на телевидении. В качестве гостей были приглашены Найджел Гиббс и стендап-комик Билл Бёрр, последний из которых стремился попасть в этот сериал.
Музыкальный руководитель «Во все тяжких» Томас Голубич старался для сцен вечеринки у Джесси найти музыку, соответствующую тёмному тону сцен, и его выбор пал на песню «If I Had a Heart» шведской музыкантки Fever Ray. «Открытый дом» посмотрели 1,714 миллиона зрителей. Эпизод в основном получил положительные отзывы.

## Сюжет
Эпизод начинается с того, что Уолт замечает, что в лаборатории была установлена камера видеонаблюдения, реагирующая на движение, и приходит в бешенство. Чуть позже на встрече с Солом Скайлер убеждает Уолта купить автомойку, напомнив ему, как хозяин мойки унизил его достоинство. Она разрабатывает план, чтобы хитростью заставить владельца продать автомойку , и отправляет туда позванного Солом мошенника, который под видом инспектора службы водоснабжения прикрывает его бизнес якобы ввиду опасности загрязнения воды. Владелец незамедлительно продаёт мойку Скайлер, соглашаясь даже на более низкую цену, чем та, что была предложена изначально. Джесси, всё ещё чувствующий себя ошеломлённым после недавних событий, пытается очистить свою голову, катаясь на карте. Он держит свой дом открытым для ночных вечеринок, полных оргий и наркотиков, при этом сознательно спуская кучу денег среди этого хаоса. Мари рассерженна и расстроена холодным приёмом Хэнка; у неё вновь появляется привычка воровать, и Мари начинает красть предметы из выставленных на продажу домов, при появлении там выдавая себя за других людей, но её в итоге ловит агент по недвижимости. Разозлившийся Хэнк связывается со старшим офицером, чтобы ей не предъявили обвинения. Тот же офицер останавливается у дома Шрейдеров, чтобы попросить помощи у Хэнка, дав ему посмотреть лабораторные заметки Гейла. Хэнк сначала отбрасывает блокнот, но чуть позже начинает читать его.

## Производство

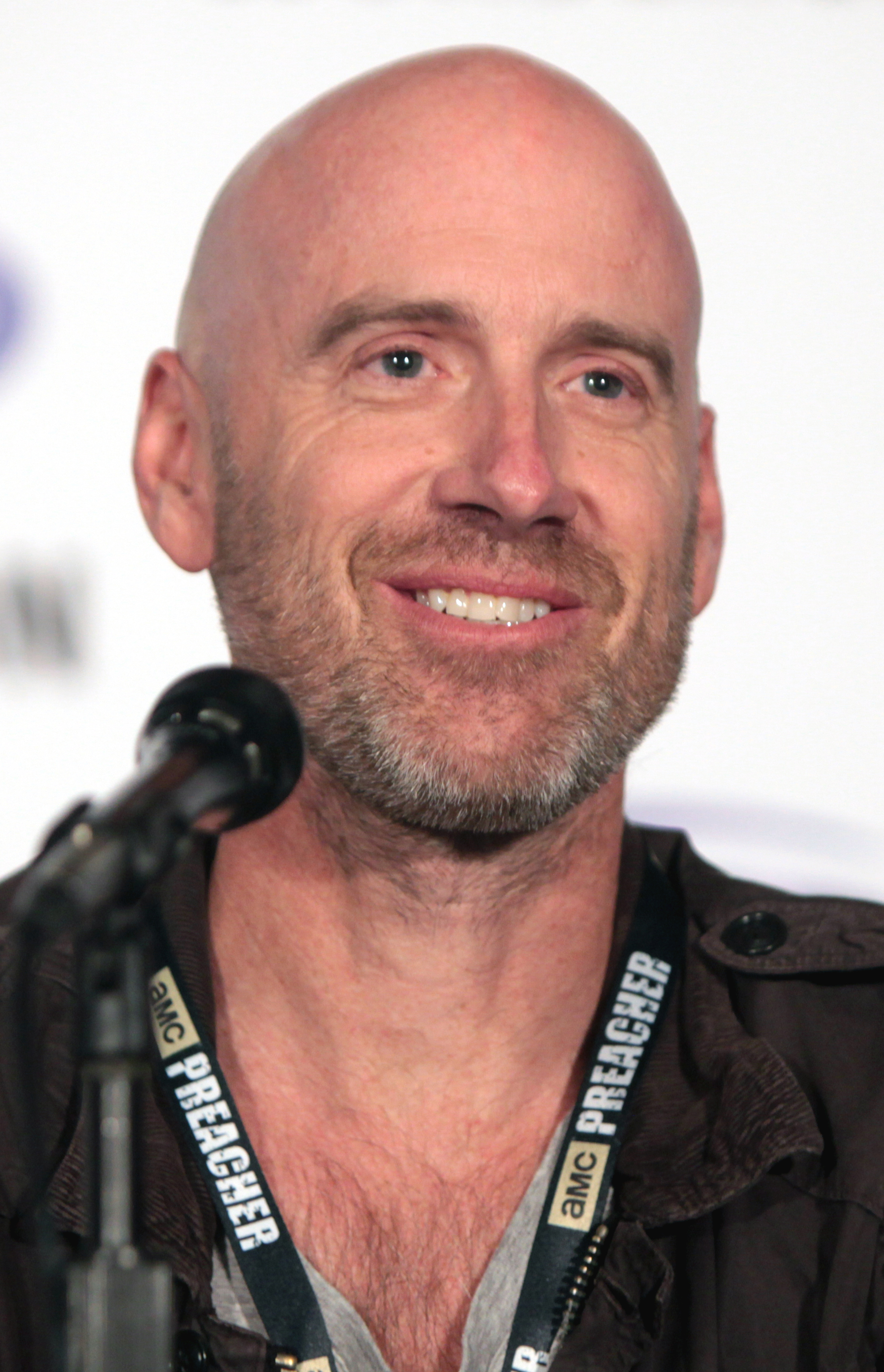
Сэм Кэтлин написал сценарий к эпизоду.

Сценарий «Открытого дома» был написан Сэмом Кэтлином, а режиссёром эпизода стал Дэвид Слэйд, что стало его первой режиссёрской работой на телевидении. Слэйд был фанатом «Во все тяжких» и стремился снять эпизод сериала. Эпизод был снят в феврале 2011 года, и его монтажёром был Скип Макдональд, один из немногих монтажёров, которые регулярно работали над сериалом. Найджел Гиббс вернулся к роли детектива Тима Робертса, которого он сыграл в эпизоде второго сезона «Попандос». Стендап-комик Билл Бёрр, будучи приглашённой звездой сериала, появился в роли человека, отправленного от Скайлер изображать из себя экологического инспектора. Бёрра взяли на роль после того, как он выразил заинтересованность в появлении на шоу кастинг-директорам по статистам «Во все тяжких», Шэрон Биали и Шерри Томас. Создатель сериала Винс Гиллиган сказал: «Мы просто тратим много времени в комнате сценаристов, заходя на YouTube и просматривая некоторые из его видео». Стендап-комик Лавелл Кроуфорд вернулся к роли Хьюэлла, телохранителя Сола, и Дженнифер Хэтси также исполнила роль риэлтора Стефани Досвелл, которая догадывается, что Мари совершила кражу.
Задумка, где Гус устанавливает камеру наблюдения в мет-лаборатории, вытекает из идеи работ Уолтера и Гуса, что Гиллиган назвал «балансированием на грани войны и трюкачеством» против друга после их разлада в конце третьего сезона. Гиллиган прокомментировал: «Каким образом здесь Гус может зарядить историю энергией? Как он может немножко подурачиться с головой Уолта?» Кадры, показанные от первого лица камеры, являются на самом деле съёмкой камеры видеонаблюдения, включая цифры в верхней и нижней части экрана. Именно поэтому этот кадр показан в формате «пилларбокса» и в низком качестве, чем остальная часть эпизода, которая была снята на 35-миллиметровую плёнку. В эпизоде присутствует сюжетная линия, где Мари вновь становится клептоманкой, что было отличительной чертой её характера во время первого сезона. Кэтлин сказал, что создатели, перебирая идеи для Мари, с трудом переживающей тяжёлое восстановление Хэнка, давно задумали, что она будет вести себя именно таким образом. Гиллиган описал действия Мари как передышку для неё: «Она ищет другой жизни, но деятельно она не готова уйти от мужа или что-то в этом роде... Нам понравилась такая причудливость». Бетси Брандт сказала, что «Открытый дом» является её любимым отснятым эпизодом сезона.
Идея, где Джесси катается на карте, чтобы расслабиться, была вдохновлена Аароном Полом и другими членами съёмочной группы, которые часто ездили на картах в перерывах между съёмками эпизодов «Во все тяжкие» в Альбукерке, Нью-Мексико. Во время одной из сцен вечеринки в доме Джесси, он кидает мятые долларовые купюры в рот спящего человека с галстуком и без штанов, пока одна из них не попадает ему в рот. Кэтлин придумал эту идею, а деньги на самом деле кидала реквизитор Трина Сиопи, которая находилась за кадром; она бросила купюру в рот актёра со второй попытки. Сцены в доме Джесси были сняты на съёмочной площадке на звуковой сцене, построенной художником-постановщиком Марком Фриборном и координатором строительства Уильямом Гилпином. Хотя сцены в доме Джесси были время от времени сняты в настоящем доме, именно эти сцены невозможно было снять там, потому что на вечеринке был большой беспорядок.

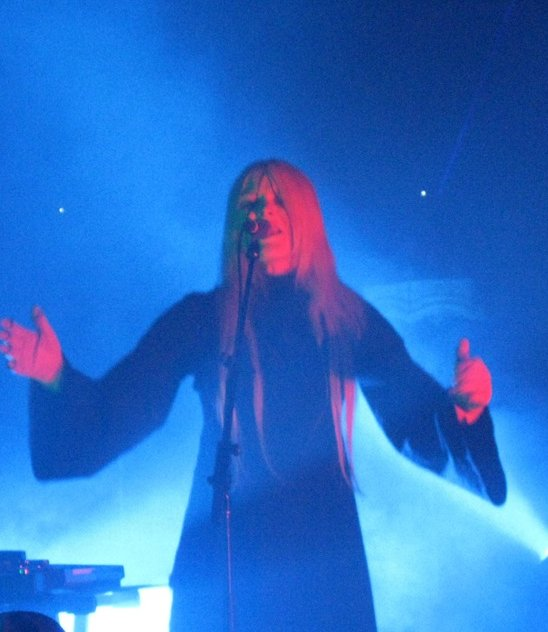
Песня «If I Had a Heart» шведской певицы Fever Ray (на изображении) прозвучала в «Открытом доме».

Сцены вечеринки должны были проиллюстрировать внутреннюю вину и ненависть Джесси к самому себе из-за убийства Гейла Беттикера в финале третьего сезона, «Полная мера». Брайан Крэнстон похвалил эти сцены, сказав: «Я думал, что это был отличный способ показать человека, который проходит через собственный ад. Показать, что страдают все, и каждый справляется со своей личной утратой по-разному». Хотя в предыдущем эпизоде, «Тридцать восьмой, курносый», были похожие сцены вечеринки, в «Открытом доме» вечеринка была намного темнее и более дряхлой, и музыкальный руководитель «Во все тяжких» Томас Голубич старался выбрать подходящую музыку для этого тёмного тона. Первоначально он пытался использовать вариации панк-рока, хип-хопа и дабстепа, но чувствовал, что это было неуместным, и хотел что-то «более глубокое в сознании Джесси». Он выбрал песню «If I Had a Heart» шведской музыкантки Fever Ray, которую использовали во время сцен до и во время вечеринки Джесси. Голубич сказал, что ему понравилось «заглушённое громкое чувство» песни, которое, как ему казалось, совпадало с расположением духа Джесси и «широким, густым мраком» вечеринки. Её выбрали путём голосования среди сценаристов из четырёх предложенных песен.

## Реакция

### Рейтинги
Премьера «Открытого дома» состоялась в воскресенье 31 июля 2011 года на канале AMC. Эпизод приблизительно посмотрели 1,714 миллиона зрителей и по шкале Нильсена получил рейтинг 7,0 баллов, что означает, что из всех телевизоров в домохозяйствах США 0,7% посмотрело этот эпизод во время его показа. Этот эпизод был 22-й самой высокорейтинговой программой в день его выпуска.

### Отзывы критиков
Эпизод получил положительные отзывы. Алан Сепинуолл из HitFix сказал, что он особенно был заинтересован в персонажах Мари и Джесси, и назвал это заслугой эволюции сериала, заключающейся в том, что сюжетные линии персонажей второго плана могут быть также интересными без Уолта. Он также похвалил режиссуру Дэвида Слэйда, особенно переходы в сценах с Джесси. Сет Амитин из IGN назвал его «великолепным эпизодом» и улучшением после двух предыдущих эпизодов, «Канцелярского ножа» и «Тридцать восьмого, курносого». Он похвалил то, как Скайлер проявила себя перед Уолтером и Солом, и похвалил выступление Бетси Брандт, утверждая, что её сюжетная линия принесла долгожданный комический контраст и напомнила её о работах Дэвида Седариса. Писательница из «Entertainment Weekly» Мелисса Маэрц похвалила развитие персонажа Скайлер и сказала, что эпизод затронул общую тему из сериала «Во все тяжкие» о мужественности. Вместе с Скайлер, самоутверждающейся на работе Уолтера, и Хэнком, избавляющимся от своей неуверенности из-за своей инвалидности в глазах Мари, Маэрц сказала, что сценарий поднимает вопрос: «Что значит быть сильным человеком?» Тодд Вандерверфф из Los Angeles Times назвал его «одним из лучших эпизодов этого шоу», несмотря на отвлечение внимания от Уолтера и направление внимания на второстепенных членов актёрского состава. Вандерверфф сказал, что эпизод хорошо показал, как действия Уолтера повлияли на всех вокруг него, и сказал, что персонаж Мари стал более интересным по сравнению с прошлым.
Мэтт Рихенталь из TV Fanatic похвалил выступления Бетси Брандт и Аарона Пола и сказал о последнем: «Серьёзно, есть ли такой актёр на телевидении, который, говоря немного, передаёт больше, чем Аарон Пол?» Он также сравнил более обдуманный подход Скайлер к наркобизнесу Уолтера с личностью Гуса. Логан Хилл из New York Magazine похвалил выступление Брандт и сказал, что ему было интересно смотреть эпизод, который был заметно сосредоточен на Скайлер и Мари, и это в шоу, в котором обычно преобладают мужские персонажи. Однако он сказал, что трансформация Скайлер из заботящейся жены в грамотного сообщника по преступлению показалась слишком поспешной. Не все отзывы оказались положительными. Джун Томас и Джессике Грос из Slate понравилась Мари в «Открытом доме», но они чувствовали, что сцены в доме Джесси были излишними, и что беспокойство Скайлер по поводу безопасности Уолтера казались не в её стиле.